# Perinereis barbara
Perinereis barbara är en ringmaskart som först beskrevs av Monro 1926.  Perinereis barbara ingår i släktet Perinereis och familjen Nereididae. Inga underarter finns listade i Catalogue of Life.